# Мило Ђукановић (редитељ)
Мило Ђукановић (Чево, 30. септембар 1927 — Београд, 25. октобар 1989) био је југословенски и српски редитељ и сценариста. 

## Биографија
Познат је по истанчаном смислу за хумор и изузетним осећајем за драму, у својој каријери је режирао популарне југословенске филмове као што су: "Мушкарци јуче, данас и..." (1963), "Југославија поморска земља" (1963), "Инспектор" (1965), "Палма међу палмама" (1967).
Осим филмова, Ђукановић је режирао серије "Цео живот за годину дана" (1971) - 25 епизода, "Камионџије" (1973) - 10 епизода, и "Камионџије 2" (1984) - 8 епизода.
Сарађивао је са највећим именима југословенске кинематографије, а поред сценарија које је писао за своје филмове са Радомиром Шарановићем, Ратком Ђуровићем, Мирком Ковачем, и Бориславом Пекићем, написао је сценарио за филм "13. јул" (1982).

## Режија
| Год.  | Назив                      | Жанр     | Награда |
| ----- | -------------------------- | -------- | ------- |
| 1954. | Човек и вода               | драма    |         |
| 1961. | Не дирај у срећу           | комедија |         |
| 1963. | Мушкарци                   | комедија |         |
| 1963. | Југославија поморска земља | драма    |         |
| 1965. | Инспектор                  | драма    |         |
| 1967. | Жедни цар                  | драма    |         |
| 1967. | Палма међу палмама         | комедија |         |
| 1968. | Quo vadis Живораде         | комедија |         |
| 1971. | Цео живот за годину дана   | комедија |         |
| 1973. | Камионџије                 | комедија |         |
| 1973. | Паја и Јаре                | комедија |         |
| 1974. | Отпори Крсте Хегедушића    | драма    |         |
| 1978. | М. В.                      | драма    |         |
| 1981. | Сав немир света            | комедија |         |
| 1984. | Камионџије опет возе       | комедија |         |
| 1984. | Камионџије поново возе     | комедија |         |

## Сценарио
| Година | Назив                      |
| ------ | -------------------------- |
| 1961.  | Не дирај у срећу           |
| 1963.  | Југославија поморска земља |
| 1973.  | Паја и Јаре                |
| 1974.  | Отпори Крсте Хегедушића    |
| 1982.  | 13. јул                    |